# Museu Pelé
Museu Pelé é um museu na cidade de Santos, dedicado à carreira do ex-jogador Pelé. Foi inaugurado em 15 de junho de 2014, como parte dos eventos paralelos à Copa do Mundo FIFA de 2014.
Sua construção chegou a ser contestada por conta dos altíssimos valores envolvidos nas obras. O governo estadual de São Paulo destinou R$ 2 milhões para que o museu ficasse pronto a tempo do ano da competição mundial. Ainda assim, o custo total do espaço chegou a R$ 40 milhões, sendo que parte dos recursos vieram da Lei Rouanet (Federal) e outra do ProAc (Estadual).

## Localização
O museu ocupa dois edifícios no Largo Marquês de Monte Alegre, localizado no bairro do Valongo, um deles um casarão que estava em ruínas e foi recuperado para abrigar a instituição, sendo três blocos completos de atrações interativas. No total, são 4.134 m² de área.
A construção do museu teve um papel importante para a cidade de Santos, especialmente para o Centro Histórico do município. Depois disso, a área entorno do local na região do Porto de Santos, antes conhecida como as ruínas do Valongo, foi recuperada, o que impulsionou os investimentos na região e o turismo local. Além de preservar a memória esportiva do Brasil, o museu garante a revitalização dos Casarões Valongo, um imóvel reconhecido por seu valor arquitetônico e histórico. 

## Acervo
Estão expostos no museu 2.545 itens, entre fotografias, camisas, chuteiras e outros objetos ligados à trajetória e vida do craque. O acervo inclui uma moeda de 400 réis como as que ele ganhava quando trabalhava como engraxate, aos 10 anos, e uma réplica da Taça Jules Rimet
Em 9 de março de 2016, a prefeitura de Santos assinou um acordo em que municipaliza o Museu Pelé e assume a gestão do local. O jogador doou ao município o acervo avaliado em R$ 19 milhões. Além das 144 peças que já estavam no museu, entre troféus, uniformes e fotos, foram doados mais de 400 outros itens para ficarem de reserva e serem expostos em novas mostras. 
São mais de 180 relíquias que relembram a vida daquele que foi um dos maiores ícones da modalidade. Além disso, o museu reúne o que há de mais antigo com a tecnologia. As atrações disponibilizadas contam com grandes painéis digitais interativos e uma novidade - que também se encontra parecida no Museu do Futebol - de um pênalti virtual, em que os visitantes podem simular uma cobrança de penalidade máxima e terem computada a velocidade em km/h do chute dado.

## Parcerias
Afim de atrair mais público, já que o preço para que o museu pudesse ser levantado atingiu valores muito altos, o Museu Pelé abriu uma parceria com uma empresa argentina, chamada "Museos Desportivos", focada justamente em fazer com que os museus se popularizem e consigam trazer mais visitantes. A parceria com os argentinos foi fechada no início do segundo semestre de 2017, a ideia surgiu da própria Prefeitura de Santos, órgão responsável pela administração e manutenção do patrimônio público, para tentar atrair público, depois de o desastre em números. O acervo inclui 640 itens pessoais do ex-jogador, e foi necessário recorrer a esta parceria para tentar se manter aberto. 
A empresa responsável pelo projeto acertado, tem sede em Buenos Aires é reconhecida por trabalhos na área de museologia. O projeto foi acertado pela Prefeitura de Santos, responsável pela administração do museu desde marco de 2016. Eles contam com arquitetos, historiadores cenógrafos e montam, desde maio, o projeto de renovação do museu.  

### Público
Recebeu aproximadamente 50 mil pessoas, ficando atrás do Aquário Municipal, do Museu do Café, do Orquidário Municipal, do Bonde Turístico e, por fim, do memorial das conquistas, do Santos Futebol Clube. 
As reformas tem previsão de começar ainda em 2017 e com conclusão para marco de 2018, mas não ira fechar as portas para isso, o museu continuara funcionando. 
Comparados a outros grandes museus e espaços com a mesma finalidade na cidade da Baixada Santista, o Museu Pelé foi o sexto equipamento turístico mais visitado da época. Recebeu aproximadamente 50 mil pessoas, ficando atrás do Aquário Municipal, do Museu do Café, do Orquidário Municipal, do Bonde Turístico e, por fim, do Memorial das Conquistas, do Santos Futebol Clube.  Números que fizeram com que os responsáveis pela manutenção do museu buscassem a ajuda estrangeira. Reconhecidos por assuntos de museologia, o "Museos Desportivos" já havia feito um plano de arquitetura e renovação para o local que homenageia e reserva a história de um ídolo do futebol brasileiro e mundial.